# Aiguilles de Bavella
Die Aiguilles de Bavella (dt.: Bavella-Nadeln) sind ein Gebirgszug auf Korsika im Département Corse-du-Sud. Die sehr markanten Granit-Türme erreichen eine Höhe von bis zu 1855 m und gehören zur Nordgruppe des Bavella-Massivs, das zwischen dem Massiv des Monte Incudine im Norden und dem Gebiet Alta Rocca im Südwesten liegt.
Die 7 Bavella-Türme (auf dem Bild von rechts nach links):
| Nr. | Name                | Höhe   |
| --- | ------------------- | ------ |
| I   | Punta di l'Acellu   | 1588 m |
| II  | Punta di l'Aariettu | 1597 m |
| III | Punta di a Vacca    | 1611 m |
| IV  | Punta di u Pargulu  | 1785 m |
| V   | Punta Longa         | 1836 m |
| VI  | Punta Alta          | 1855 m |
| VII | Punta Lolla         | 1848 m |

Die einzige Passstraße durch das Bavella-Massiv ist der Col de Bavella. Von der Passhöhe (1218 m) aus sind Wanderwege zu den Aiguilles gekennzeichnet. Der GR20 führt südlich an den Felsnadeln vorbei, die alpine Variante des GR20 führt hinauf zu den Spitzen. Turm III gilt allgemein als relativ einfach zu besteigen und bietet eine grandiose Aussicht. 

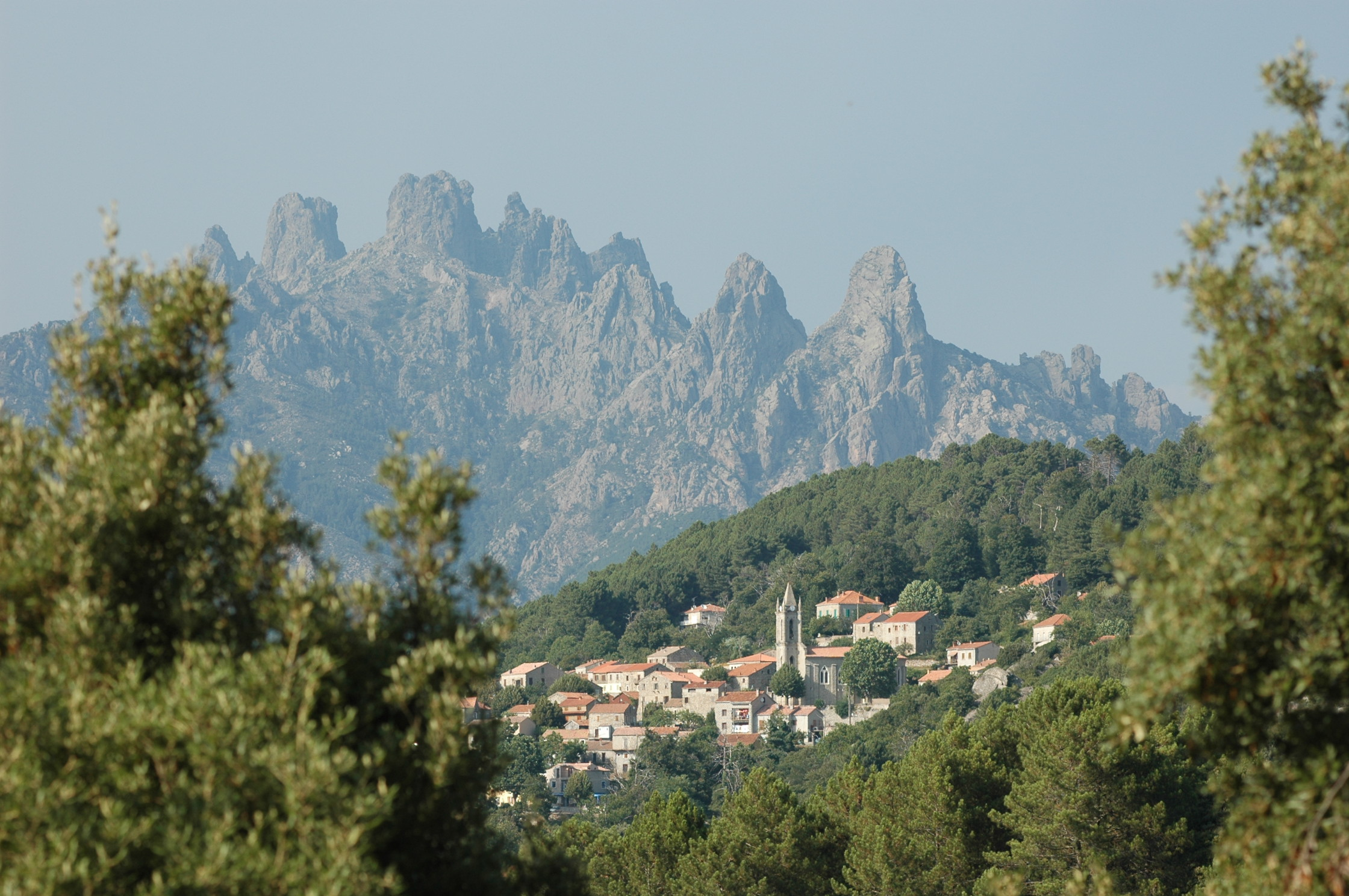
Beliebtes Postkartenmotiv: Der kleine Ort Zonza vor den Aiguilles de Bavella
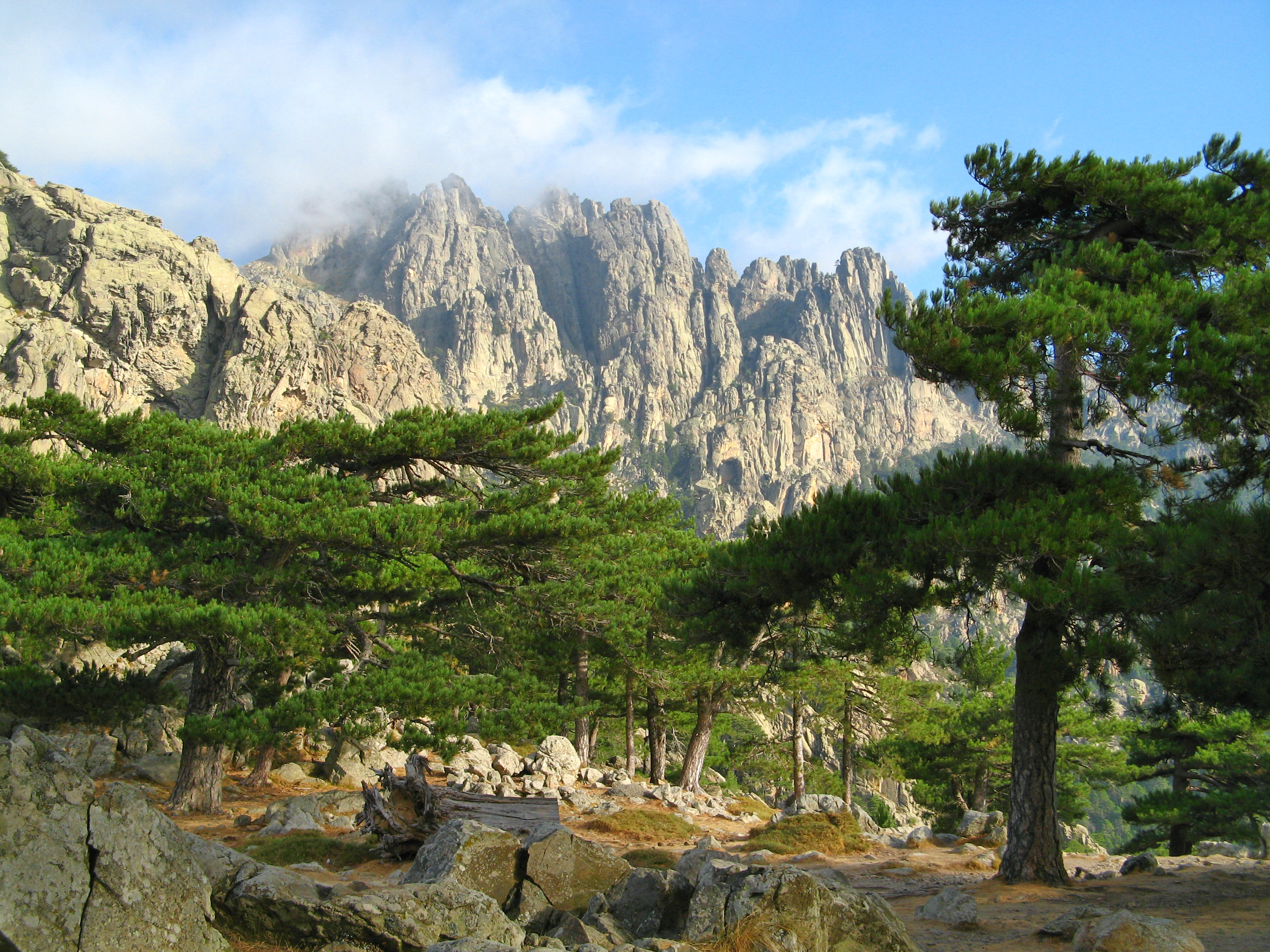
Die Aiguilles vom Col de Bavella aus
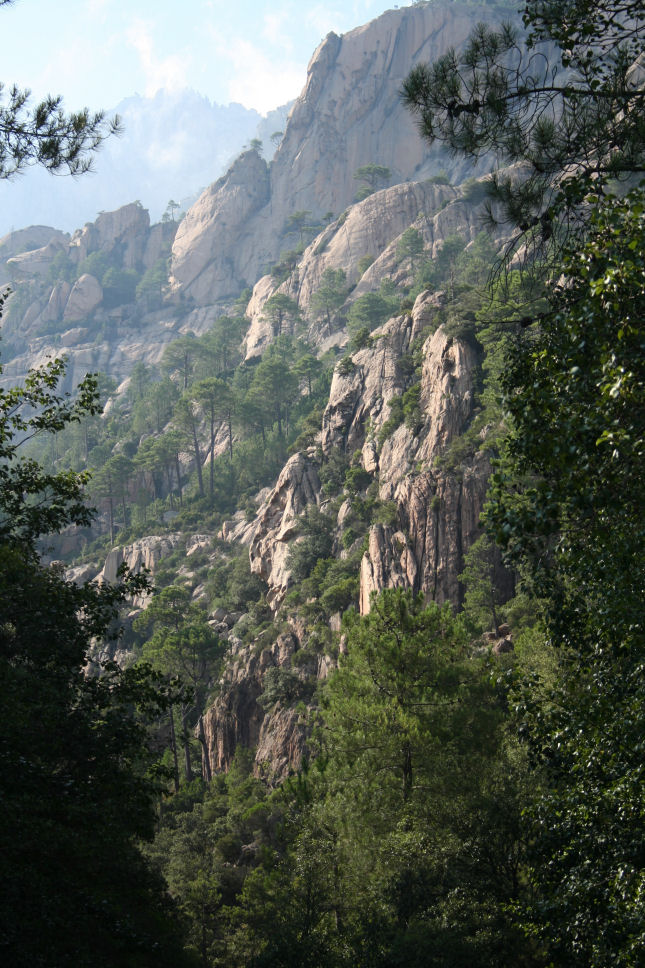
In den Aiguilles

## Besonderheiten
Bei den Einheimischen werden die Bergspitzen auch Fourches (Gabeln) oder auch Cornes d'Asinao (Eselsohren) genannt.